# ヴィクトル・ハルトマン

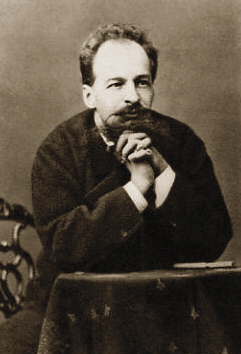
ヴィクトル・ハルトマン

ヴィクトル・アレクサンドロヴィチ・ハルトマン（ロシア語: Ви́ктор Алекса́ндрович Га́ртман, ラテン文字転写: Viktor Alexandrovich Hartmann, 1834年5月5日 - 1873年8月4日 モスクワ近郊キレーエヴォ）は、サンクトペテルブルク出身のロシアの建築家・画家である。なお、「ハルトマン」という日本語表記はドイツ系の姓をドイツ語風に読んだもので、ロシア語で読めば「ガルトマン」となる。日本では、そのためその二つで表記の揺れが見受けられる。

## 略歴・作品

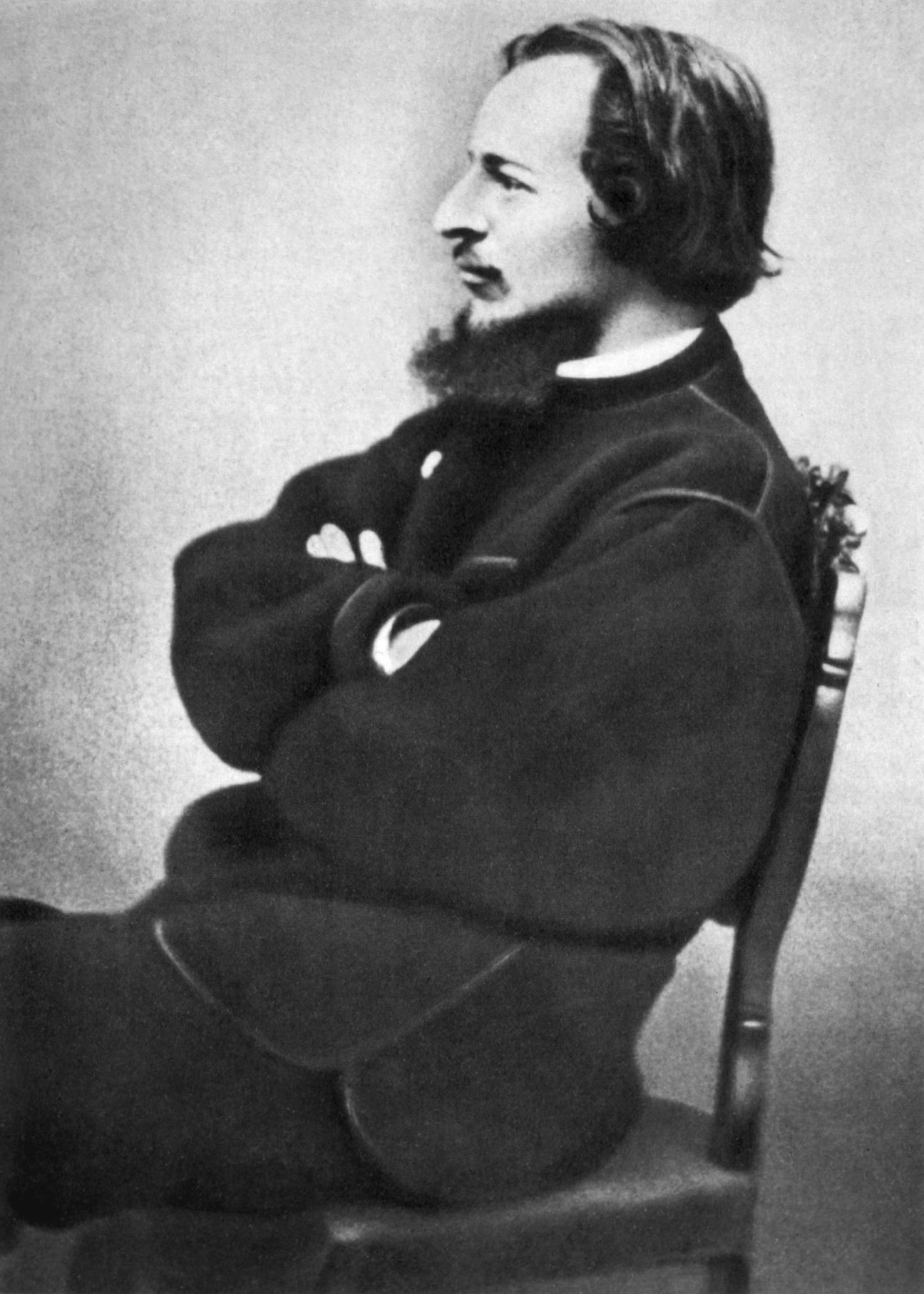
ヴィクトル・ハルトマン

幼くして孤児になり、サンクトペテルブルクの有名な建築家であったおじに引き取られた。ペテルブルク美術アカデミーに学び、当初は挿絵画家として活動した。ノヴゴロドのロシア開基一千周年の記念碑をデザインしており、これは1862年に除幕式が行われている。1864年から1868年まで外国に旅して、水彩画や鉛筆画を残した。ハルトマンは、伝統的なロシアのモチーフを自作にとり入れた最初の美術家の一人である。
スターソフによってバラキレフのサークルに紹介されてから、1870年よりムソルグスキーの親友となる。1873年、39歳で動脈瘤により夭折したのち、1874年の2月から3月まで、約400点の遺作が母校ペテルブルク美術アカデミーに展示された。
ムソルグスキーはこれに触発されて、ピアノのための組曲『展覧会の絵』を作曲した。現在、この展示のほとんどの作品が散逸している。
1991年、NHKと團伊玖磨によりムソルグスキーの楽曲をハルトマンの絵に同定させる試みがなされた（NHK、NHKスペシャル「革命に消えた絵画 - 追跡・ムソルグスキー『展覧会の絵』」1991年）が、学術的に精密な手続きがとられたとは言い難いという批判もあり、議論の余地がある。
なお、この番組に基づいたと思われるストーリーが、細野不二彦の漫画『ギャラリーフェイク』に収録されている。

## ギャラリー

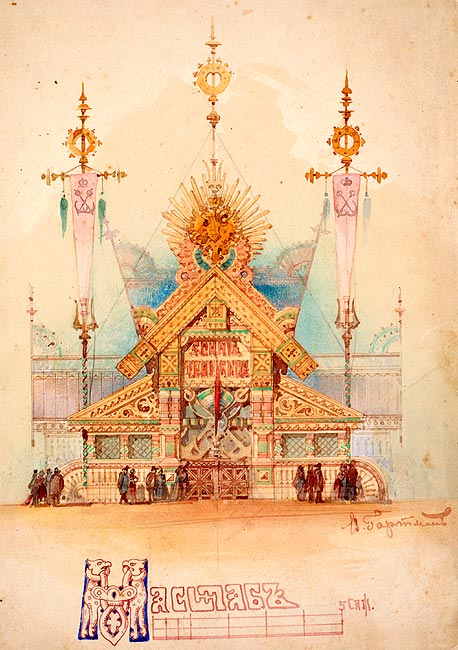
1873年ウィーン万国博覧会ロシア館の海軍部の建物の設計図
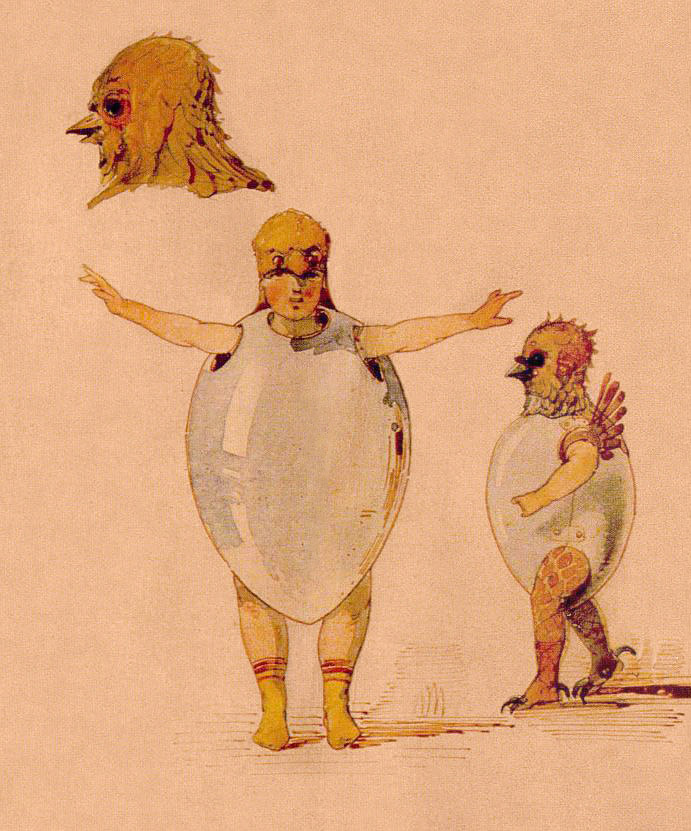
バレエ《トリブィ》のための衣裳デザイン（《展覧会の絵》の「ひよこの殻をつけた踊り」に関連）
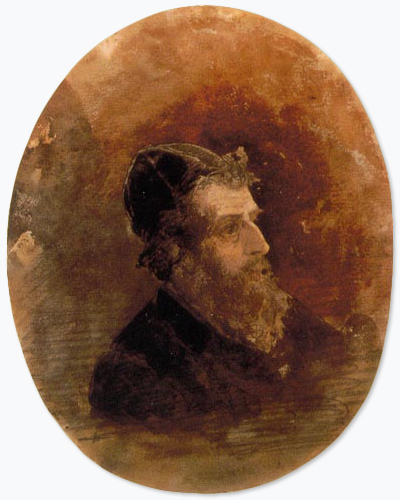
富めるユダヤ人（《展覧会の絵》の「サムィル・ゴリジェンベルクとシュムィレ」のうち前者に関連）
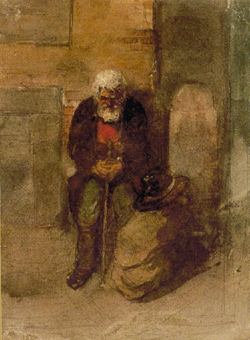
貧しきユダヤ人（《展覧会の絵》の「ゴリジェンベルクとシュムィレ」のうち後者に関連）
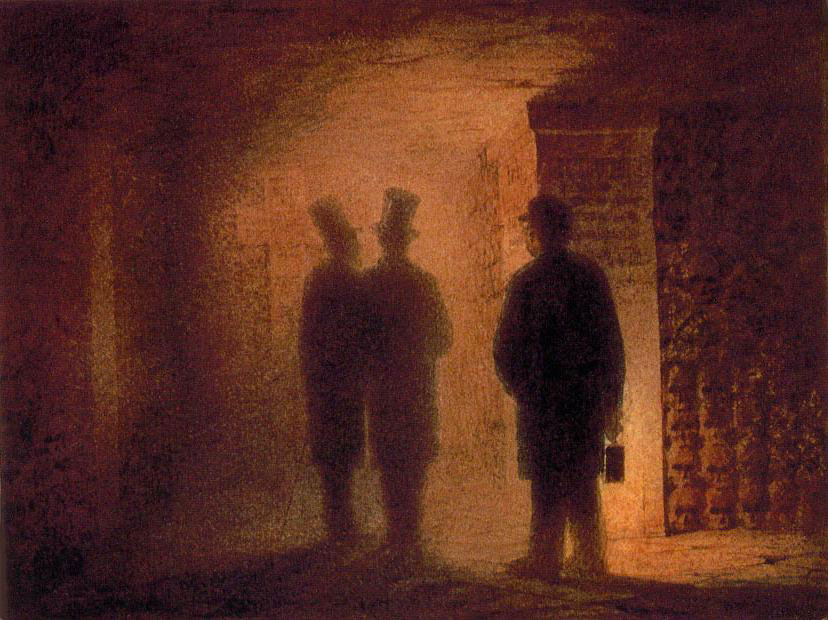
パリのカタコンベ
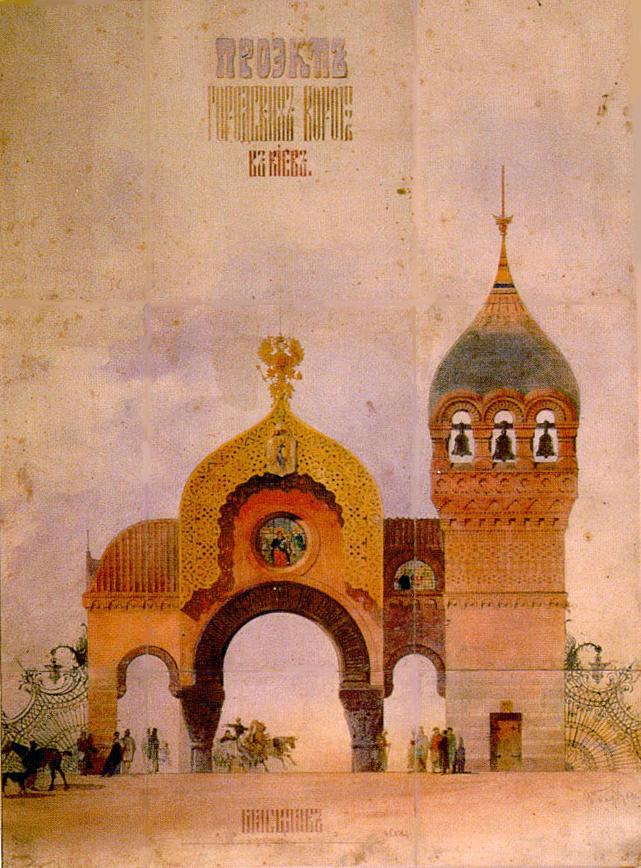
キエフ市の門の設計図（《展覧会の絵》の「キエフの大門」に関連）
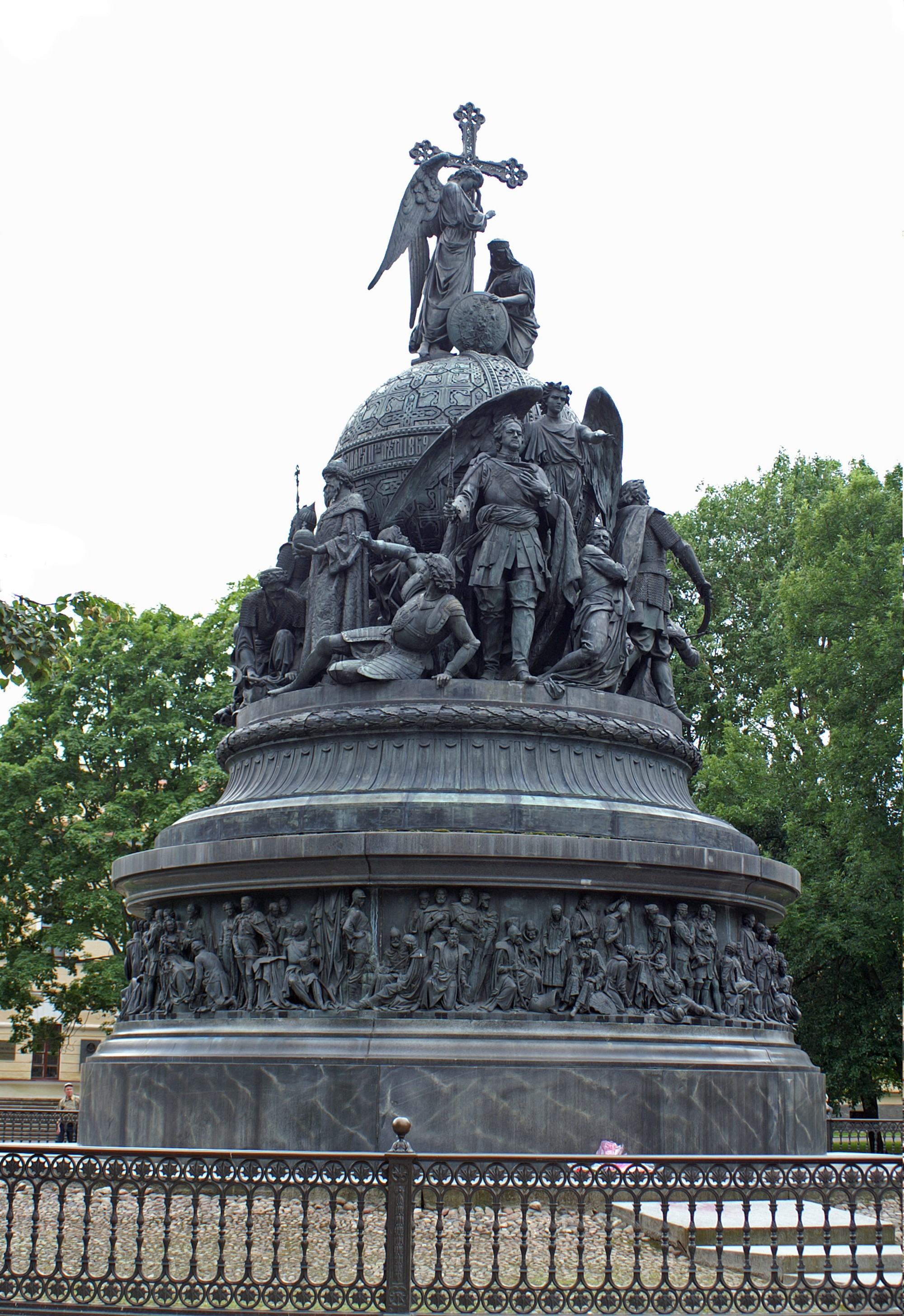
ロシア建国一千年記念碑（クレムリン）
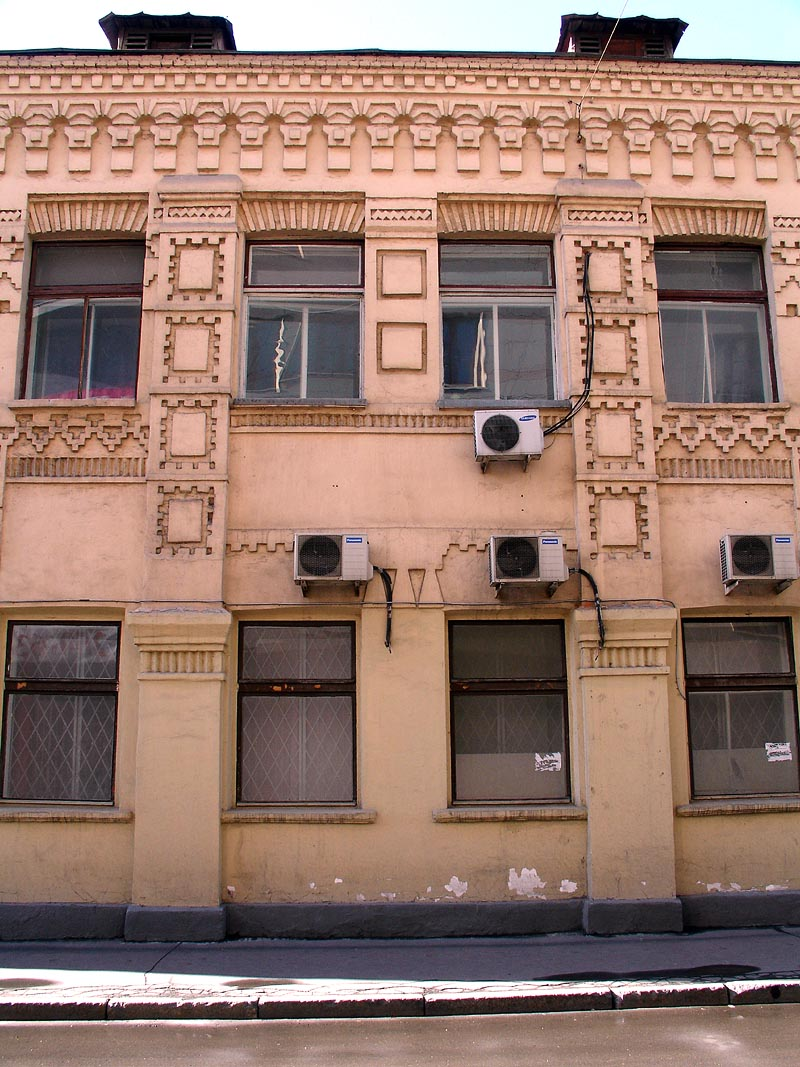
現存するサーヴァ・マモントフ商会の外壁（レオンティェフスキー街、モスクワ）